# Canthonella jarmilae
Canthonella jarmilae är en skalbaggsart som beskrevs av Ivie och T. Keith Philips 2008. Canthonella jarmilae ingår i släktet Canthonella och familjen bladhorningar. Inga underarter finns listade.